# Districtul Mezőcsát
Mezőcsát (în maghiară Mezőcsáti járás) este un district în județul Borsod-Abaúj-Zemplén, Ungaria.
Districtul are o suprafață de 351,27 km2 și o populație de 14.635 locuitori (2013).